# Odontoloma pauliani
Odontoloma pauliani är en skalbaggsart som beskrevs av Walter 1976. Odontoloma pauliani ingår i släktet Odontoloma och familjen bladhorningar. Inga underarter finns listade i Catalogue of Life.